# 餘姚公主
餘姚公主（?—?），中国南朝梁简文帝萧纲之女。
549年，侯景之乱，梁武帝死后，侯景拥立太子萧纲为梁简文帝。梁朝名臣王琳家族三代帝婿。王琳娶梁武帝妹妹义兴长公主蕭令嫕，其子王铨娶武帝女永嘉公主，王铨子王溥娶武帝孙女余姚公主。其中王琳、王銓皆封駙馬。

## 传记资料
- 《梁書》